# Барбізон
Барбізо́н (фр. Barbizon) — муніципалітет у Франції, у регіоні Іль-де-Франс, департамент Сена і Марна. Населення — 1241 особа (01.01.2021).
Муніципалітет розташований на відстані близько 50 км на південь від Парижа, 12 км на південь від Мелена.
Назву Барбізон носить також колонія художників, що склалася тут в XIX столітті. Вона була заснована в 1830 році. З початком залізничного сполучення між Парижем і Барбізон спростилися умови для поїздок сюди художників зі столиці на польові сесії (також винахід компактних фарб у тюбиках значно спрощувало транспортування багажу). Художники Барбізонської школи створювали переважно пейзажі, були предтечами імпресіоністів і справили величезний вплив на розвиток пейзажного живопису в Європі.
У XIX столітті Барбізон складався лише з однієї вулиці, Рю-де-Барбізон (Rue de Barbizon), приблизно з 40 будинками, уздовж якої пролягала залізнична лінія. Єдиним готелем (в якому і зупинялися художники) був «Auberge Ganne», що знаходився в центрі Барбізона (зараз — музей). Париж від Барбізона відділяли 90 хвилин їзди на поїзді. У Барбізоні знаходиться також приватний музей Мілле, де зберігається творча спадщина художника, а також роботи Коро, Т. Руссо, Тройона та інших майстрів пензля.

## Демографія
Динаміка населення (INSEE ):
Розподіл населення за віком та статтю (2006):
| Стать | Всього | До 15 років | 15-24 | 25-44 | 45-64 | 65-85 | Понад 85 |
| --- | ------ | ----------- | ----- | ----- | ----- | ----- | -------- |
| Чоловіки | 768    | 160         | 52    | 140   | 268   | 136   | 12       |
| Жінки | 820    | 140         | 84    | 164   | 312   | 104   | 16       |
| \| Статево-вікова піраміда \| Статево-вікова піраміда \| Статево-вікова піраміда \| \| ----------------------- \| ----------------------- \| ----------------------- \| \| Чоловіки \| Вік \| Жінки \| \| 12 \| 85 + \| 16 \| \| 24 \| 80-84 \| 8 \| \| 28 \| 75-79 \| 32 \| \| 40 \| 70-74 \| 36 \| \| 44 \| 65-69 \| 28 \| \| 64 \| 60-64 \| 60 \| \| 76 \| 55-59 \| 116 \| \| 60 \| 50-54 \| 84 \| \| 68 \| 45-49 \| 52 \| \| 32 \| 40-44 \| 44 \| \| 64 \| 35-39 \| 52 \| \| 20 \| 30-34 \| 36 \| \| 24 \| 25-29 \| 32 \| \| 12 \| 20-24 \| 40 \| \| 40 \| 15-20 \| 44 \| \| 56 \| 10-14 \| 48 \| \| 52 \| 5-9 \| 52 \| \| 52 \| 0-4 \| 40 \| |        |             |       |       |       |       |          |
| Статево-вікова піраміда |        |             |       |       |       |       |          |
| Чоловіки | Вік    | Жінки       |       |       |       |       |          |
| 12 | 85 +   | 16          |       |       |       |       |          |
| 24 | 80-84  | 8           |       |       |       |       |          |
| 28 | 75-79  | 32          |       |       |       |       |          |
| 40 | 70-74  | 36          |       |       |       |       |          |
| 44 | 65-69  | 28          |       |       |       |       |          |
| 64 | 60-64  | 60          |       |       |       |       |          |
| 76 | 55-59  | 116         |       |       |       |       |          |
| 60 | 50-54  | 84          |       |       |       |       |          |
| 68 | 45-49  | 52          |       |       |       |       |          |
| 32 | 40-44  | 44          |       |       |       |       |          |
| 64 | 35-39  | 52          |       |       |       |       |          |
| 20 | 30-34  | 36          |       |       |       |       |          |
| 24 | 25-29  | 32          |       |       |       |       |          |
| 12 | 20-24  | 40          |       |       |       |       |          |
| 40 | 15-20  | 44          |       |       |       |       |          |
| 56 | 10-14  | 48          |       |       |       |       |          |
| 52 | 5-9    | 52          |       |       |       |       |          |
| 52 | 0-4    | 40          |       |       |       |       |          |

## Економіка
2010 року серед 842 осіб працездатного віку (15—64 років) 559 були активними, 283 — неактивними (показник активності 66,4%, у 1999 році було 68,2%). З 559 активних мешканців працювало 512 осіб (268 чоловіків та 244 жінки), безробітними було 47 (27 чоловіків та 20 жінок). Серед 283 неактивних 108 осіб було учнями чи студентами, 99 — пенсіонерами, 76 були неактивними з інших причин.

У 2010 році в муніципалітеті числилось 622 оподатковані домогосподарства, у яких проживали 1517,0 особи, медіана доходів виносила 31 938 євро на одного особоспоживача